# じゃんけんぽん (お笑い)
じゃんけんぽんはかつて活動していたお笑いグループ。松竹芸能所属。
剣戟を中心としたコントが得意とした2人になってからは漫才が主体に変わった。
現在は笠谷は大阪市中央区千日前千寿ビル2階で「串かつ処 いちい」を経営している。よく芸人が出入りし、現在でも芸人等の交流がある。東野は役者として松竹芸能所属。

## 略歴
- 1978年11月 - トリオ結成。
- 1980年 - 第1回今宮子供えびすマンザイ新人コンクール 福笑い大賞受賞。
- 1983年 - 第13回NHK上方漫才コンテスト最優秀賞受賞。
- 1984年 - 柴洋子が脱退。
- 2005年 - コンビ解消。

## メンバー
- 笠谷史郎（かさや しろう、1948年6月21日 - ）

本名は市井 範博。兵庫県出身。
サラリーマンなどの職を転々とした後に1971年に「的場剣友会」入り。ここで剣劇を学ぶ。
1973年9月に「てっけんトリオ」を結成。1976年8月に解散、1977年３月"笠谷史郎・白羽圭介"（松竹芸能所属）を組む。1978年正月にはそこも解消。
- 東野正志（とうの ただし、1954年3月15日 - ）

本名は東野 圭祐。大阪府出身。
1973年に松竹芸能タレント養成所入る。
1975年頃から松竹新喜楽座で喜劇を学ぶ。

### 脱退
- 柴洋子（しば ようこ、1953年 - ）

本名は大柴 繁代。
　　　特技のアクロバットを生かし、ロンダードバク転・その場でのバク転もコントに取り入れる。
1977年に松竹芸能タレント養成所入る。松竹新喜楽座で喜劇を学ぶ。
1980年頃に一時春やすこ・けいこ、ミヤ蝶代・花代、Wさくらんぼ、ミヤ蝶美・蝶子等と「ギャルズクラブ」というユニットを結成し売り出されたこともあった。